# Pörtschach am Wörther See
Pörtschach am Wörther See è un comune austriaco di 2 713 abitanti nel distretto di Klagenfurt-Land, in Carinzia; si trova sulla sponda settentrionale del Wörthersee.

## Amministrazione

### Gemellaggi
- Rivignano Teor[1]